# ستژاوکوو (استان اشوی‌داشکسیه)
ستژاوکوو (به لهستانی: Strzałków) یک منطقهٔ مسکونی در لهستان است که در گمینا ستوپنگتسا واقع شده‌است.